# Franck Montagny
Franck Montagny (Feurs, 5 gennaio 1978) è un ex pilota automobilistico francese.

## Carriera

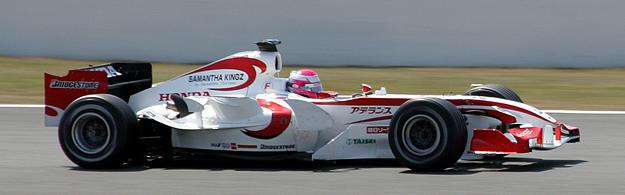
Montagny nel 2006 impegnato con la Super Aguri

È stato campione delle World Series by Nissan nel 2003, dopo una carriera iniziata con i kart e poi continuata in Formula Renault, Formula 3 (dove è stato anche vicecampione di Francia nel 1998) e Formula 3000. Dal 2003 al 2005 ha svolto il ruolo di collaudatore e pilota riserva per la Renault in Formula 1. Nella stagione 2006 è stato inizialmente ingaggiato come pilota di riserva per la Super Aguri nelle due gare inaugurali (la scuderia non aveva a disposizione una terza vettura), ruolo che avrebbe dovuto riprendere a partire dal Gran Premio d'Europa.
Gli scarsi risultati del pilota ufficiale Yuji Ide, lo hanno però promosso titolare già nella stessa gara del Nürburgring per un totale di 7 gran premi, prima di cedere il volante ad un altro giapponese, Sakon Yamamoto; nello stesso anno ha preso parte anche alla 24 Ore di Le Mans. Nella stagione 2007 è stato terzo pilota e riserva per la Toyota; il 4 dicembre dello stesso anno, ha collaudato la Force India in un test a Jerez de la Frontera. Nel 2008 ha disputato 4 gare in A1 Grand Prix e una gara di Champ Car arrivando al 2º posto; ha corso anche per il team Andretti Autosport nel campionato American Le Mans Series classe LMP2, vincendo 2 corse e concludendo al 7º posto in classifica piloti, e alla 24 Ore di Le Mans alla guida di una Peugeot 908 HDi FAP chiudendo al 3º posto assoluto.
Nel 2009 corre per la squadra ufficiale Peugeot alla 24 Ore di Le Mans 2009 dove arriva al 2º posto finale in coppia con Stéphane Sarrazin e Sébastien Bourdais; sempre alla guida della Peugeot 908 vince la Petit Le Mans di Road Atlanta in coppia con Sarrazin. Durante il week end dell'E-Prix di Putrajaya di Formula E, svoltosi nel novembre 2014, risulta positivo ad un metabolita della cocaina, mettendo in serio pericolo la propria carriera. Il 28 marzo 2015 viene squalificato per due anni dalle competizioni, ponendo di fatto fine alla sua carriera automobilistica.

## Risultati sportivi

### Formula 1
| 2003 | Scuderia | Vettura |  |  |  |  |  |  |  |  |  |    |  |  |  |  |  |  |  |  |  | Punti | Pos. |
| ---- | -------- | ------- |  |  |  |  |  |  |  |  |  | -- |  |  |  |  |  |  |  |  |  | ----- | ---- |
| 2003 | Renault  | R23     |  |  |  |  |  |  |  |  |  | TP |  |  |  |  |  |  |  |  |  | –     |      |

| 2005 | Scuderia | Vettura |  |  |  |  |  |  |    |  |  |  |  |  |  |  |  |  |  |  |  | Punti | Pos. |
| ---- | -------- | ------- |  |  |  |  |  |  | -- |  |  |  |  |  |  |  |  |  |  |  |  | ----- | ---- |
| 2005 | Jordan   | EJ15    |  |  |  |  |  |  | TP |  |  |  |  |  |  |  |  |  |  |  |  | –     |      |

| 2006 | Scuderia    | Vettura     |  |  |  |  |     |     |    |    |     |     |    |  |  |    |    |    |    |    |  | Punti | Pos. |
| ---- | ----------- | ----------- |  |  |  |  | --- | --- | -- | -- | --- | --- | -- |  |  | -- | -- | -- | -- | -- |  | ----- | ---- |
| 2006 | Super Aguri | SA05 / SA06 |  |  |  |  | Rit | Rit | 16 | 18 | Rit | Rit | 16 |  |  | TP | TP | TP | TP | TP |  | 0     | 27º  |

| Legenda | 1º posto     | 2º posto | 3º posto    | A punti         | Senza punti/Non class.  | Grassetto – Pole position Corsivo – Giro più veloce |
| Legenda | Squalificato | Ritirato | Non partito | Non qualificato | Solo prove/Terzo pilota | Grassetto – Pole position Corsivo – Giro più veloce |

### Formula E
| Stagione  | Team               | Vettura               | 1     | 2      | 3   | 4   | 5   | 6   | 7   | 8   | 9   | 10  | 11  | Punti | Pos |
| --------- | ------------------ | --------------------- | ----- | ------ | --- | --- | --- | --- | --- | --- | --- | --- | --- | ----- | --- |
| 2014-2015 | Andretti Autosport | Spark-Renault SRT 01E | PEC 2 | PUT 15 | PDE | BNA | MIA | LBH | MON | BER | MOS | LON | LON | 18    | 16º |